# ルクセンブルク関係記事の一覧
ルクセンブルク関係記事の一覧（ルクセンブルクかんけいきじのいちらん）は、ルクセンブルクに関係する記事を50音順に並べたものである。

## 英数字・記号
- .lu

## あ行
- アンリ大公
- EU
- エッシュ Esch
- エヒテルナハ Echternach

## か行
- カーゴルックス航空 Cargolux
- ヒューゴー・ガーンズバック（ゲアンスバハ）
- グレーヴェンマハ Grevenmach

## さ行
- ロベール・シューマン Robert Schuman
- エドワード・スタイケン Edward Steichen

## た行
- ディーキルヒ Diekirch
- ディフェルダンジュ Differdange
- デュドランジュ Dudelange

## な行
- ナッサウ家

## は行
- エーミール・ヒルシュ Emil Hirsch
- ビレロイ&ボッホ

## ま行
- モーゼル川

## や行
- ジャン＝クロード・ユンケル Jean-Claude Juncker

## ら行
- ガブリエル・リップマン Gabriel Lippmann
- ルクセンブルク語
- ルクセンブルク・フランス語
- リュクサンブール宮殿